# 귀납의 새로운 수수께끼
귀납의 새로운 수수께끼는 흄의 원래 문제에 대한 후속 문제로 넬슨 굿맨에 의해 제시되었다. 그것은 시간 의존성으로 인해 특이한 논리적 술어인 grue와 bleen을 제시한다. 많은 사람들이 이러한 용어에 대한 새로운 수수께끼를 풀려고 시도했지만 힐러리 퍼트넘과 다른 사람들은 그러한 시간 종속성은 채택된 언어에 달려 있으며 일부 언어에서는 "초록색"과 같은 자연스러운 술어에 대해서도 동일하게 적용된다고 주장했다. 굿맨에게 그들은 투사 가능한 술어의 문제와 궁극적으로 경험적 일반화가 법칙과 유사하고 그렇지 않은 문제를 설명한다. 굿맨의 grue 와 bleen 의 구성과 사용은 철학자들이 개념 분석에서 간단한 예를 사용하는 방법을 보여준다.
굿맨은 임의적이지만 고정된 시간 t 와 관련하여 "grue"를 정의했다. 개체는 t 이전에 관찰되고 녹색인 경우에만 grue하다. 그렇지 않으면 그렇게 관찰되지 않고 파란색이다. 개체는 t 이전에 관찰되고 파란색인 경우에만 "bleen"이며 그렇지 않은 경우 관찰되지 않고 녹색인 경우에만 해당된다.
임의의 미래 시간 t 에 대해 에메랄드 및 물이 잘 공급된 풀과 같이 t 이전에 관찰된 모든 녹색 사물에 대해 술어 green 및 grue 가 모두 적용된다. 마찬가지로 t 이전에 관찰된 모든 파란색 항목에 대해 술어 blue 및 bleen 이 모두 적용된다. 술어 grue 및 bleen 은 일상 생활이나 과학에서 사용되는 종류의 술어가 아니지만 미래 시간 t 까지 술어 green 및 blue 와 동일한 방식으로 적용된다. 시간 t 이전의 관찰자의 관점에서 어떤 술어가 미래에 투사 가능한지( 녹색 과 파란색 또는 grue 와 bleen ) 불확실하다.
굿맨은 흄의 귀납 문제를 우리가 만드는 예측의 유효성 문제로 제기한다. 예측은 아직 관찰되지 않은 것에 대한 것이고 관찰된 것과 관찰될 것 사이에 필연적인 연관성이 없기 때문에 이러한 예측에 대한 객관적인 정당성은 없다. 그러한 추론에 유효한 연역 논리 규칙이 없기 때문에 연역 논리는 과거 관찰을 기반으로 미래 관찰에 대한 예측을 추론하는 데 사용할 수 없다. 흄의 대답은 다른 종류의 사건에 이어 한 종류의 사건을 관찰하면 규칙적인 습관(즉, 한 종류의 사건을 다른 종류와 연관시키는 것)이 생긴다는 것이다. 그런 다음 예측은 이러한 규칙성 또는 마음의 습관을 기반으로 한다.
굿맨은 흄의 대답을 진지하게 받아들인다. 그는 흄이 우리 예측의 정당성이 아니라 단지 기원을 설명하고 있다는 다른 철학자들의 반대를 거부한다. 그의 견해는 흄이 더 깊은 것을 식별했다는 것이다. 이를 설명하기 위해 굿맨은 연역 규칙 시스템을 정당화하는 문제로 전환한다. 굿맨에게 연역적 체계의 타당성은 좋은 연역적 관행에 대한 적합성에 의해 정당화된다. 연역적 체계 규칙의 정당화는 특정 연역적 추론을 거부할지 또는 수용할지에 대한 우리의 판단에 달려 있다. 따라서 굿맨에게 귀납의 문제는 연역적 체계를 정당화하는 것과 동일한 문제로 용해되며 굿맨에 따르면 흄은 마음의 습관으로 올바른 길을 가고 있었지만 문제는 흄이 깨달은 것보다 더 복잡하다.
귀납 규칙을 정당화하는 맥락에서 이것은 굿맨에 대한 일반화의 확인 문제가 된다. 그러나 확인은 정당화의 문제가 아니라 증거가 일반화를 확인하는 방법을 정확하게 정의하는 문제이다. grue 와 bleen 이 귀납에 대한 굿맨의 관점에서 철학적 역할을 하는 것은 바로 이 차례이다.
굿맨에게 새로운 귀납법의 수수께끼는 법칙적인 일반화와 비법칙적인 일반화를 구별하는 우리의 능력에 달려 있다. 법칙적인 일반화는 확인이 가능하지만 비법칙적인 일반화는 그렇지 않다. 예측을 하려면 법칙과 같은 일반화가 필요하다. 굿맨의 예를 사용하여 모든 구리가 전기를 전도한다는 일반화는 특정 구리 조각으로 확인할 수 있는 반면, 주어진 방에 있는 모든 사람이 셋째 아들이라는 일반화는 법적인 것이 아니라 우발적이다. 모든 구리가 전기를 전도한다는 일반화는 이 구리 조각이 전기를 전도할 것이라고 예측하는 근거이다. 그러나 한 방에 있는 모든 남자가 삼남이라는 일반화는 그 방에 있는 한 남자가 삼남이라고 예측하는 근거가 되지 못한다.
그러므로 문제는 어떤 일반화를 법칙적이라고 하고 다른 일반화를 우발적으로 만드는가 하는 것이다. 이것은 굿맨에게 어떤 술어가 투사 가능한지(즉, 예측 역할을 하는 규칙적인 일반화에서 사용될 수 있는지) 결정하는 문제가 된다. 굿맨은 이것이 근본적인 문제가 있는 곳이라고 주장한다. 이 문제는 굿맨의 역설으로 알려져 있다. 지금까지 조사한 모든 에메랄드가 녹색이었다는 명백한 강력한 증거로부터 미래의 모든 에메랄드는 녹색이 될 것이라는 귀납적 결론을 내릴 수 있다. 그러나 이 예측이 합법적 인지 여부는 이 예측에 사용된 술어에 따라 다르다. 굿맨은 관찰된 모든 에메랄드가 grue하다는 것이 똑같이 사실임 을 관찰했다. 따라서 동일한 증거에 의해 우리는 미래의 모든 에메랄드가 grue할 것이라는 결론을 내릴 수 있다. 귀납의 새로운 문제는 grue 및 bleen 과 같은 투영 불가능한 술어와 초록색 및 파란색 과 같은 투영 가능한 술어를 구별하는 것 중 하나가 된다.
한 가지 반응은 grue의 인위적인 논리합적 정의에 호소하는 것이다. 굿맨은 이것이 성공하지 못한다고 말했다. grue 와 bleen 을 기본 술어로 취하면 녹색을 " t 이전에 처음 관찰되면 grue, 그렇지 않으면 bleen "으로 정의할 수 있고 파란색도 마찬가지로 정의할 수 있다. 녹색에 대한 이러한 분리적 정의의 수용 가능성을 부정하는 것은 선결문제 요구의 오류이다.
술어 강화가 필요하지 않은 또 다른 제안된 해결 방법은 " x is grue "가 x 의 술어만이 아니라 x 와 시간 t 의 술어라는 것이다. 우리는 시간 t 를 몰라도 객체가 녹색이라는 것을 알 수 있지만 알 수는 없다. 끔찍하다는 것. 이 경우 시간이 바뀌어도 " x is grue"가 사실로 유지될 것으로 기대해서는 안 된다. 그러나 " x is green"이 특정 시간 t 의 술어로 간주 되지 않는 이유를 물을 수 있다. 보다 일반적인 녹색 정의는 시간 t 에 대한 언급이 필요하지 않지만 grue 정의는 필요하다. 굿맨은 또한 이 제안된 솔루션을 선결문제 요구의 오류로 처리하고 거부한다. 왜냐하면 파란색은 명확하게 시간을 나타내는 grue 및 bleen 측면에서 정의될 수 있기 때문이다.

## 같이 보기
- 귀납의 문제
- 여러 언어에서의 파랑과 녹색의 구별